# 丹尼爾·奧特邁爾
丹尼爾·奧特邁爾（德語：Daniel Altmaier，1998年9月12日—）是德國的一位職業網球運動員。2023年10月2日，他的ATP世界排名創下47位的新高記錄。奧特邁爾首次作為職業球員參加ATP賽事是在2017年的日內瓦公開賽。

## 外部連結
- 丹尼爾·奧特邁爾（英文/西班牙文）的官方資料